# キョン・ミリ
キョン・ミリ（견미리、1964年9月19日 - ）は、韓国の女優。1984年にMBCの第17期公募採用俳優としてデビューした。世宗大学校舞踊科を中退している。身長159cm、体重42kg。
1988年にMBC放送演技大賞で新人賞を受賞した。この年キョン・ミリはMBCで1月13日から10月13日にかけて全71話が放送された歴史ドラマ『朝鮮王朝五百年 仁顕王后』で淑嬪崔氏役を演じた。2003年9月から2004年3月まで放送されて大ヒットした『宮廷女官チャングムの誓い』（原題：大長今）では、悪役チェ尚宮を演じて強い印象を残した。『宮廷女官チャングムの誓い』においては、当初は主人公チャングムの師であり正義感に溢れた心優しい女性ハン尚宮を演じるはずであった。しかし、チェ尚宮役のキャスティングが難航し、急遽チェ尚宮に役替えとなった。悪役を演じるのはこれが初めてであった。あまりにも当たり役であったため、CM出演が激減したとのことである。その後制作された『朱蒙（チュモン）』では王妃でありながら王からの愛情を受けられない役柄を演じている。
娘は女優のイ・ユビとイ・ダイン。

## 主な出演作品
- ハンミョンフェ（1994年、KBS) - ジンニョ役
- 張禧嬪（1995年、SBS） - 明聖王后役
- 完璧な男に出会う方法（1997年、KBS2） - ミヒ役
- 6人兄妹（1998年-1999年、MBC） - ミミの母役
- おばさん（2000年、MBC） - チェ・ユミ役
- イヴのすべて（2000年、MBC） - ヒョンチョルの父の後妻役
- 私たちが他人でしょうか（2001年、KBS1）
- うわさが立った女（2001年、SBS） - ハン・ヨンソン役
- 愛の伝説（2000年、SBS）
- 恩師の時木（2000年、SBS）
- 私の愛誰であろうか（2002年、KBS2）
- ママと私と（2002年、KBS2）
- 大望（2002年、SBS） - ユ夫人役
- 宮廷女官チャングムの誓い（2003年-2004年、MBC） - チェ・ソングム役
- ひめにらの家（2004年、KBS2）
- 愛・共感（2005年、SBS） - ユン・ジスク役
- 悲しみよ、さようなら（2005年、KBS2） - ハン・ソンミ役
- 朱蒙（チュモン）（2006年-2007年、MBC） - 元氏王妃役
- 黄金の新婦（2007年、SBS） - ヤン・オッキョン役
- イ・サン（2007年-2008年、MBC） - 恵慶宮洪氏役
- 屋根部屋のプリンス（2012年、SBS） - 貞敬夫人〈プヨンとファヨンの母〉役
- あなたを愛してます（2012年、SBS）
- 限りない愛（2012年-2013年、JTBC） - シン・セロム役
- ホジュン〜伝説の心医〜（2013年、MBC） - ハマン役
- ワンダフル・ラブ（2013年、SBS） - キム・ヨンイ役
- 輝くロマンス（2013年-2014年、MBC） - イ・テリ役
- ずっと恋したい（2014年、SBS） - ミス役
- 家族なのにどうして？（2014年、KBS） - ホ・ヤングム役
- 堂々とせよ（2014年、SBS） - ハラの母役
- 帰って来たファン・グムボク（2015年、SBS）
- 野獣の美女コンシム（2016年、SBS） - ヨム・テヒ役
- これが人生！ケ・セラ・セラ（2016年、SBS）
- ピョン・ヒョクの恋（2017年、tvN） - チョン・ヨジン役
- ひと夏の奇跡〜Waiting for you（2017年、SBS） - ソン・ミョンオク役
- 江南スキャンダル（2018年-2019年、SBS） - チャン・ミリ役
- コンビニのセッピョル（2020年、SBS） - キム・ヘジャ役
- パンドラ 偽りの楽園（2023年、tvN） - ミン・ヨンフィ役